# Endeavour (raketoplán)

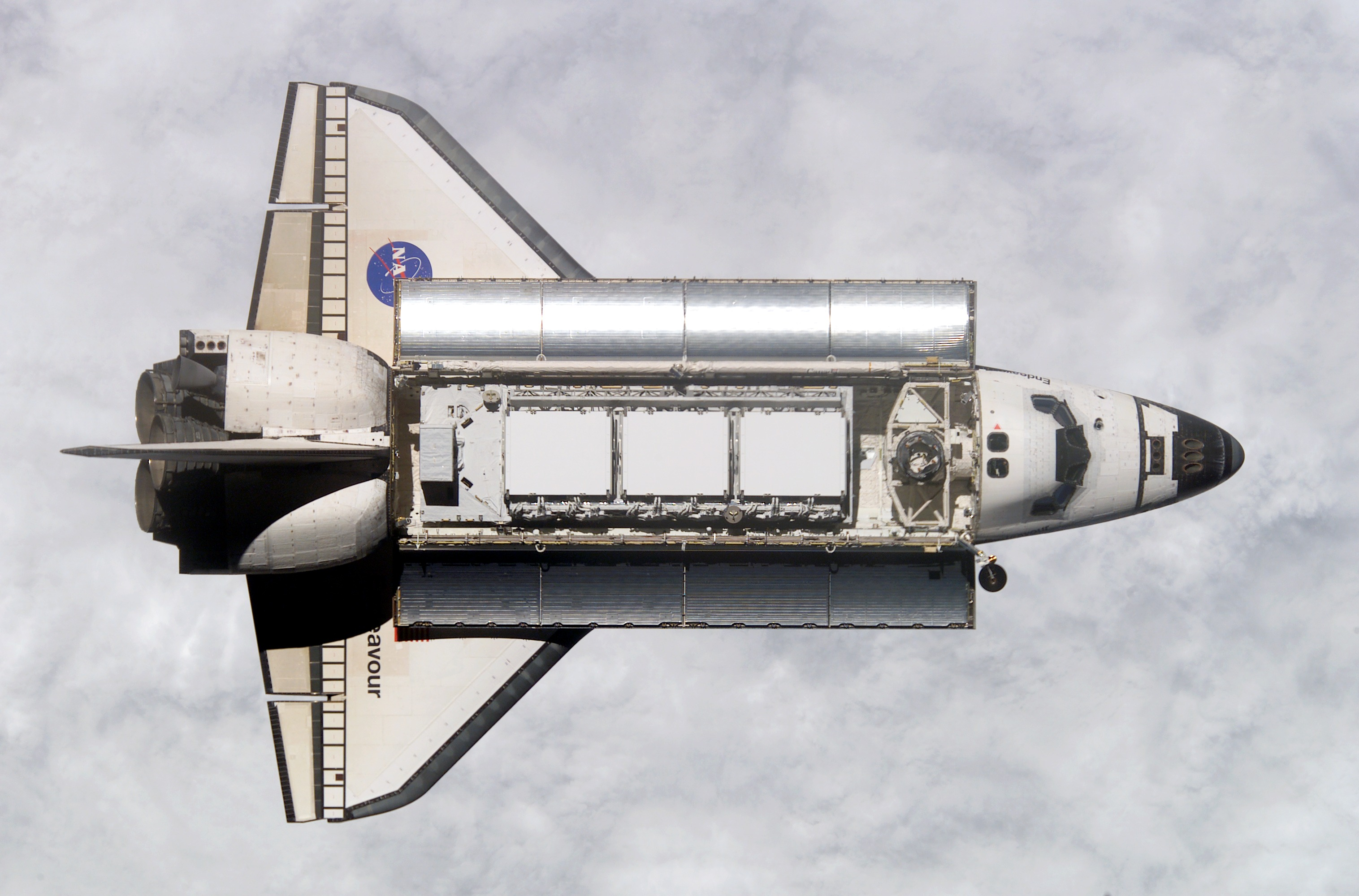
Raketoplán Endeavour na oběžné dráze

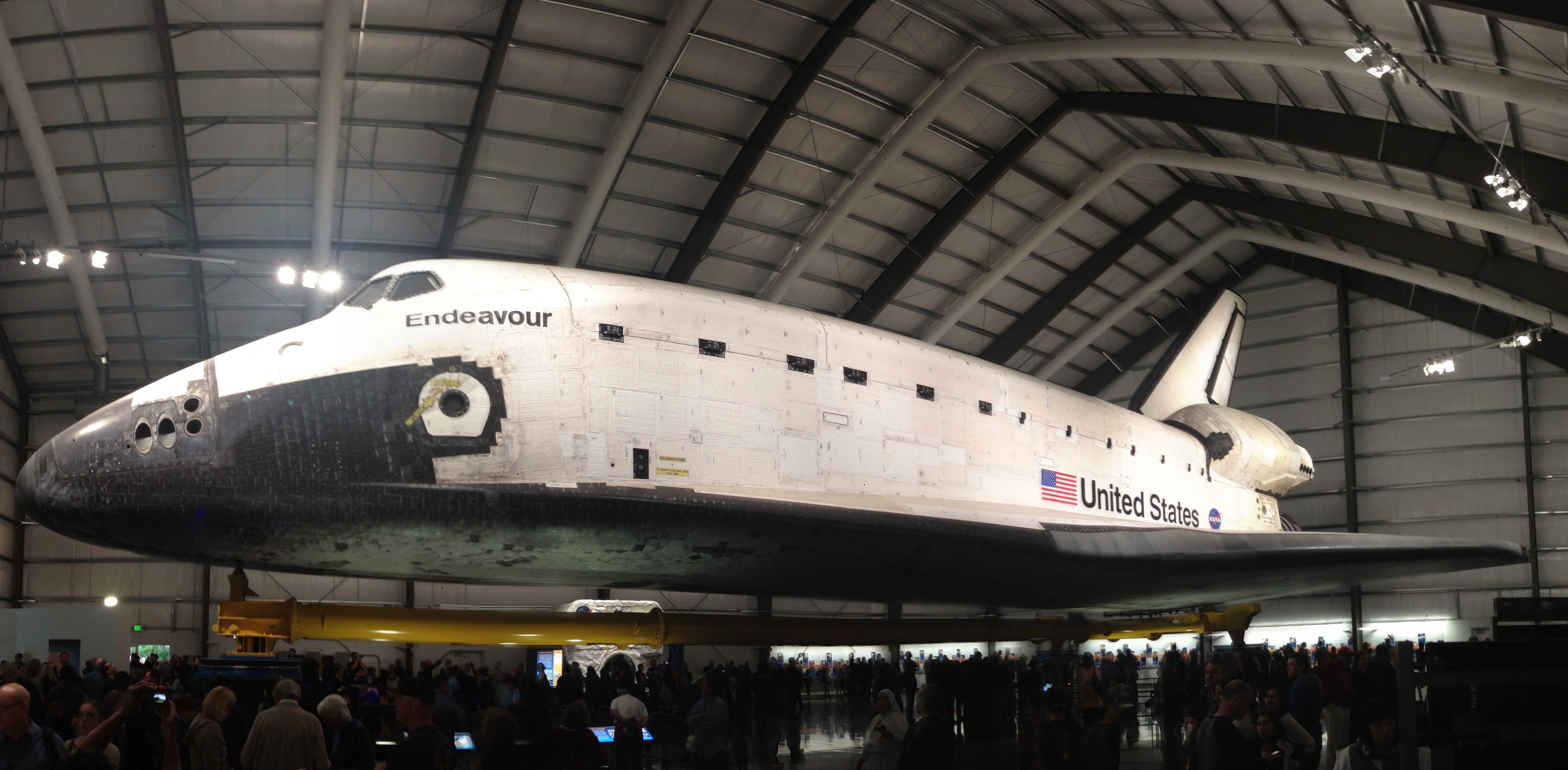
Raketoplán Endeavour v muzeu v Los Angeles

Endeavour (ev. č. OV-105) je šestý a poslední vyrobený raketoplán NASA.

## Historie
Kongres Spojených států amerických schválil výstavbu raketoplánu Endeavour v roce 1987 za účelem náhrady raketoplánu Challenger zničeného v roce 1986. Komponenty nevyužité při stavbě raketoplánů Discovery a Atlantis byly použity při stavbě Endeavouru. Možnost přestavby raketoplánu Enterprise byla zamítnuta, neboť bylo levnější postavit kompletně nový stroj.
Endeavour byl dokončen v roce 1991 a jeho první mise (STS-49) se uskutečnila ve dnech 7. května – 16. května 1992. Během této mise byl posádkou zachycen a poté znovu vypuštěn poškozený komunikační satelit INTELSAT VI. Raketoplány nebyly konstruovány k zachycování satelitů, ale přesto se několik misí, při kterých byly zachyceny poškozené satelity, uskutečnilo. V roce 1993 se uskutečnila první servisní mise k Hubbleovu vesmírnému dalekohledu. V roce 1997 byl Endeavour na osm měsíců stažen ze služby a prodělal rekonstrukci několika komponentů. V roce 1998 vynesl k Mezinárodní vesmírné stanici modul Unity.
Jméno pro raketoplán bylo vybíráno v celostátní soutěži, které se účastnili žáci základních a středních škol. Raketoplán byl pojmenován po lodi HM Bark Endeavour, které v 18. století velel James Cook. Jméno také vzdávalo čest velitelskému modulu Apolla 15, taktéž nazvanému Endeavour. Vzhledem k britskému původu jména je používán britský pravopis (Endeavour), místo amerického (Endeavor).
Od prosince 2003 do října 2005 probíhala modernizace raketoplánu, přičemž další start (STS-118) proběhl 9. srpna 2007 v 0:36 SELČ.

## Mise raketoplánu
Raketoplán Endeavour uskutečnil celkem 25 misí, ve vesmíru strávil 296 dní, Zemi obletěl 4671krát a uletěl 197 761 262 km. Jeho poslední přistání proběhlo dne 1. června 2011
V roce 2011 rozhodla NASA o ukončení provozu všech raketoplánů a věnovala je muzeím. Endeavour získalo muzeum California Science Center v Los Angeles.

## Přehled letů
| Datum              | Označení | Poznámka                                                                                           |
| ------------------ | -------- | -------------------------------------------------------------------------------------------------- |
| 7. května 1992     | STS-49   | První výstup do vesmíru tří členů posádky. Nejdelší americký výstup do vesmíru od programu Apollo. |
| 12. září 1992      | STS-47   | Mise stanice Spacelab.                                                                             |
| 13. ledna 1993     | STS-54   | Vynesení satelitu TDRS-F.                                                                          |
| 21. června 1993    | STS-57   | Experimenty se stanicí Spacelab.                                                                   |
| 2. prosince 1993   | STS-61   | Servisní mise Hubbleova vesmírného teleskopu.                                                      |
| 9. dubna 1994      | STS-59   | Experimenty „Space Radar Laboratory“.                                                              |
| 30. září 1994      | STS-68   | Experimenty „Space Radar Laboratory“.                                                              |
| 30. března 1995    | STS-67   | Experimenty se stanicí Spacelab.                                                                   |
| 7. září 1995       | STS-69   | Experimenty.                                                                                       |
| 11. ledna 1996     | STS-72   | Záchrana japonské družice.                                                                         |
| 19. května 1996    | STS-77   | Experimenty se stanicí Spacehab.                                                                   |
| 22. ledna 1998     | STS-89   | Setkání se stanicí Mir. Výměna členů posádky.                                                      |
| 4. prosince 1998   | STS-88   | Doprava amerického modulu Unity k vesmírné stanici ISS.                                            |
| 11. února 2000     | STS-99   | „Shuttle Radar Topography“ experimenty.                                                            |
| 30. listopadu 2000 | STS-97   | Doprava dílu P6 truss ke stanici ISS.                                                              |
| 19. dubna 2001     | STS-100  | Doprava robotického ramene Canadarm2 ke stanici ISS.                                               |
| 5. prosince 2001   | STS-108  | Výměna Expedice 3 a Expedice 4 u ISS.                                                              |
| 5. června 2002     | STS-111  | Výměna Expedice 4 a Expedice 5 u ISS.                                                              |
| 23. listopadu 2002 | STS-113  | Doprava dílu P1 truss ke stanici ISS. Výměna části posádky.                                        |
| 9. srpna 2007      | STS-118  | Stavba ISS – ITS-S5                                                                                |
| 11. března 2008    | STS-123  | Doprava dílů Kibō a SPDM ke stanici ISS.                                                           |
| 15. listopadu 2008 | STS-126  | Zásobovací a údržbářská mise ke stanici ISS.                                                       |
| 15. červenec 2009  | STS-127  | Mise ke stanici ISS.                                                                               |
| 8. února 2010      | STS-130  | Mise ke stanici ISS.                                                                               |
| 16. května 2011    | STS-134  | Stavba ISS – EXPRESS Logistics Carriers, poslední let tohoto raketoplánu.                          |